# Pulau Pandan (Batang Merangin)
Pulau Pandan is een bestuurslaag in het regentschap Kerinci van de provincie Jambi, Indonesië. Pulau Pandan telt 1577 inwoners (volkstelling 2010).